# Angeriz (Lugo)
Angeriz (llamada oficialmente Santa María de Anxeriz) es una parroquia y un lugar español del municipio de Friol, en la provincia de Lugo, Galicia.

## Organización territorial
La parroquia está formada por nueve entidades de población:

### Entidades de población
Entidades de población que forman parte de la parroquia:
- Anxeriz
- Coto (O Coto)
- Cuíña
- Ferreira
- Piñeiro
- Rosende
- Sabugueiro (O Sabugueiro)
- Sixto (Sisto)

### Despoblado
Despoblado que forma parte de la parroquia:
- Penelas (As Penelas)

## Demografía

### Parroquia
| Gráfica de evolución demográfica de Angeriz (parroquia) entre 2000 y 2019 |
|                                                                           |
| Datos según el nomenclátor publicado por el INE.                          |

### Lugar
| Gráfica de evolución demográfica de Anxeriz (lugar) entre 2000 y 2019 |
|                                                                       |
| Datos según el nomenclátor publicado por el INE.                      |